# Henry McCullough

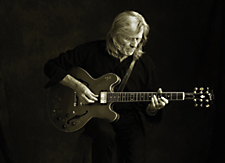
Henry McCullough, 2008

Henry Campbell Liken McCullough (* 21. Juli 1943 in Portstewart, County Derry, Nordirland; † 14. Juni 2016 in Ballywindelland, County Antrim, Nordirland) war ein nordirischer Gitarrist, Sänger und Songschreiber. Er wurde bekannt durch seine Arbeit als Mitglied von Spooky Tooth, Wings, The Grease Band und Sweeney’s Men. Darüber hinaus trat er auch mit Auftritten und Aufnahmen als Einzelkünstler sowie als Studiomusiker in Erscheinung.

## Leben

### Jugend
McCullough zog erstmals in den frühen 1960er Jahren Aufmerksamkeit als jugendlicher Leadgitarrist mit der Showband The Skyrockets aus Enniskillen auf sich. 1964 verließen er und drei weitere Mitglieder der Band die Skyrockets und gründeten mit dem in Südafrika geborenen Gene Chetty als Sänger eine neue Showband, für die sie den Namen Gene and the Gents wählten.
1967 zog McCullough nach Belfast, wo er sich mit Chris Stewart (Bass), Ernie Graham (Gesang) und Dave Lutton (Schlagzeug) zusammentat, um die psychedelische Band The People zu gründen. Noch im selben Jahr siedelte die Band nach London über, wo sie Chas Chandlers Management unter Vertrag nahm und den Namen der Gruppe in Éire Apparent änderte. Unter Chandlers Führung veröffentlichten sie eine Single und gingen mit Gruppen wie Pink Floyd, Soft Machine, The Move und The Jimi Hendrix Experience sowie mit Eric Burdon und den Animals auf Tournee. Es schien alles gutzugehen, bis Mitte Februar 1968, während die Band mit den Animals in Kanada tourte, McCullough aus Vancouver abreiste und ins Vereinigte Königreich zurückkehrte – offiziell wegen Visaproblemen – und stattdessen Mick Cox zur Band aufbrach, um ihn dort zu ersetzen. Zurück in Irland schloss sich McCullough im Mai 1968 einer vornehmlich Folk-orientierten Band namens Sweeney’s Men an. Unter seinem Einfluss begannen sie, Folk und Rock zu kombinieren; die Band wird als früher Wegbereiter des Folk-Rock angesehen.

### 1970er Jahre
Nach einem Jahr in Irland kehrte McCullough nach London zurück, um mit Joe Cocker in dessen Begleitband The Grease Band zu arbeiten. Mit Cocker tourte er durch die Vereinigten Staaten, wo sie auch beim Woodstock-Festival auftraten. Nach Cockers Abgang spielte er mit The Grease Band deren gleichnamiges Album ein. Zur gleichen Zeit hatte er auch einen Auftritt als Leadgitarrist in Andrew Lloyd Webbers und Tim Rice’ Rockoper Jesus Christ Superstar (1970) und beim progressiven Spooky-Tooth-Album The Last Puff (1970).
1971 wurde McCullough von Paul McCartney eingeladen, sich neben Denny Laine und Denny Seiwell seiner neugegründeten Band Wings anzuschließen. Als 1972 der von Paul und McCartney komponierte Song Give Irelands Back to the Irish veröffentlicht wurde, hatten sich einige darüber aufgeregt, dass er als protestantischer Nordire daran mitgewirkt hat. Besondere Beachtung fand sein Gitarrensolo im Stück My Love, auch Paul McCartney hob es in seinem Nachruf noch einmal hervor. Unterschiede in den musikalischen Auffassungen führten jedoch zum Bruch mit McCartney, so dass McCullough die Band kurz vor den Aufnahmen zum Album Band on the Run verließ. Während der zwei Jahre seiner Mitgliedschaft hatte er die Leadgitarre bei den Hits Hi, Hi, Hi, Live and Let Die und My Love gespielt. An „UK-Tour“ der Wings hatte er 1973 noch teilgenommen.
Die von McCullough gesprochenen Worte „I don’t know; I was really drunk at the time“ (deutsch: „Ich weiß nicht; ich war zu der Zeit total betrunken“) sind auf dem Pink-Floyd-Album The Dark Side of the Moon (1973) zu hören, am Ende des Lieds Money. Er hatte sie geäußert, während er sich an einen Streit erinnerte, den er am Abend davor mit seiner Frau hatte.
1975 schloss McCullough sich der Frankie Miller Band an, zusammen mit Chris Stewart, Keyboarder Mick Weaver und Schlagzeuger Stu Perry. Zusammen mit Miller nahmen sie das Album The Rock auf. Ein Stück von diesem Album, Ain’t Got No Money, inspirierte Bob Seger, das Lied The Fire Down Below zu schreiben und aufzunehmen. Später im gleichen Jahr veröffentlichte McCullough auf George Harrisons Plattenlabel Dark Horse das Soloalbum Mind Your Own Business.
Als Sessionmusiker spielte McCullough bei Konzerten von Roy Harper, Frankie Miller, Eric Burdon, Marianne Faithfull, Ronnie Lane und Donovan. 1977 war er zeitweise Mitglied von Dr. Feelgood, nachdem Wilko Johnson die Band verlassen hatte.

### 1980er Jahre
Während eines Besuchs bei seiner Familie in Irland 1980, wo McCullogh eine Handverletzung auskurierte, beschloss er in Irland zu bleiben. Er spielte regelmäßig mit seinen alten Freunden The Fleadh Cowboys bei deren Auftritten im Lower Deck Pub in Dublin. Anschließend kehrte er nach Portstewart zurück und stellte eine neue Band zusammen. Ihm schlossen sich Percy Robinson an der Pedal-Steel-Gitarre, Roe Butcher am Bass und Liam Bradley am Schlagzeug an.

### 1990er Jahre
1998 reiste McCullough nach Polen, wo er mit einer Band polnischer Musiker für eine Tournee probte. Nach der Tour nahmen sie ein Album auf, das unter dem Titel Blue Sunset veröffentlicht wurde. Es folgte eine weitere Tournee durch Polen. Wieder zuhause, nahm McCullough das Stück Failed Christian auf, das später von Nick Lowe auf seinem Album Dig My Mood gecovert wurde.

### 2000er Jahre
McCullough setzte seine Aufnahmen und Auftritte fort und veröffentlichte Solomaterial, darunter die Alben Belfast to Boston (2001) und Unfinished Business (2003). Letzteres enthielt auch seine Single Failed Christian aus dem Jahr 1998. McCullough spielte bei Veranstaltungen in Nordirland und Schottland, unterstützt von einer Begleitband (mit Stephen Quinn am Schlagzeug und Sean McCarron am Saxophon).
Für das 2003 veröffentlichte Album When a Wrong Turns Right des alaskischen Musikers Rev. Neil Down spielte er Gitarre und stellte die Band zusammen. 2007 wurde das Album The Henry McCullough Band – FBI Live bei Mundell Music veröffentlicht, eine Aufnahme eines Konzerts im Pub The Famous Bein Inn aus dem Jahr 2006.
2007 coverte die amerikanische Folkband Over the Rhine das Stück Failed Christian auf ihrem Album Live from Nowhere, Vol. II. Im selben Jahr begann McCullough die Zusammenarbeit mit Dave Sharp (von The Alarm). Zusammen mit dem Keyboardspieler Zoot Money, Bassist Gary Fletcher und Schlagzeuger Colin Allen bildeten sie die Gruppe The Hard Travelers. Im Januar 2008 debütierte die Band mit einem Auftritt im The Cellars in Portsmouth.
2008 nahm McCullough in den Amberville Studios Poor Man’s Moon auf, ein Album mit neuen McCullough-Kompositionen, das am 5. September 2008 ausschließlich in Irland veröffentlicht wurde. Einige der Stücke darauf schrieb McCullough zusammen mit dem Dichter und Schlagzeuger der Band Horslips, Eamon Carr. Enthalten ist auch die Single Too Late to Worry. Am Album mitwirkende Musiker waren Keyboardspieler James Delaney, die Bassisten Roe Butcher und Nicky Scott (letzterer auch am Kontrabass), Keyboardspieler Enda Walsh, Schlagzeuger Adie McIlduff sowie Percy Robinson an der Dobro- und Pedal-Steel-Gitarre. Auf dem Album sind zudem Schlagzeugsequenzen von Peter McKinney enthalten.
Ende 2007 arbeitete McCullough zusammen mit Jeff Greene und weiteren Partnern am Album Dark Nite of the Soul, das in den Wind-Mill Lane Studios in Dublin, den Metropolis Studios in London und The Sound Kitchen in Nashville aufgenommen wurde. Bei Paul McCartneys Konzert am 20. Dezember 2009 im The O2 in Dublin war McCullough vor Ort, als McCartney öffentlich McCulloughs Beitrag zu den Wings anerkannte. Am 13. März 2010 eröffneten McCullough und seine Band das Fifestock Festival im The Inn im schottischen Lathones.

### 2010er Jahre
McCullough blieb in der europäischen Musikszene aktiv und spielte regelmäßig bei Konzerten mit Künstlern wie Ed Deane, James Delaney, Noel Bridgeman und John Quearney. 2011 arbeitete McCullough mit dem Songwriter Paul Doherty und dessen Band The Vals an dem Stück Look to the One. Das Lied, zu dem McCullough Hintergrundgesang und Gitarrenspiel beitrug, war weltweit im Radio zu hören.
Im November 2012 erlitt McCullough einen Herzinfarkt; sein Zustand blieb kritisch. Am 7. November 2012 verkündete Ronan Collins in einer Sendung von RTÉ Radio 1 irrtümlich, McCullough sei tot. Auch die BBC entschuldigte sich, nachdem sie voreilig seinen Tod gemeldet hatte. In einem Interview mit der Website Something Else sagte Denny Seiwell, der mit McCullough bei den Wings gespielt hatte, dass eine vollständige Genesung McCulloughs unwahrscheinlich sei.
Am 17. März 2015 fand im Pub The Half Moon in Putney ein Benefizkonzert für Henry McCullough statt, an dem sich Paul Carrack, Debbie McGee, Nick Lowe, The Krankies, Andy Fairweather Low, Suggs sowie Bobby Tench beteiligten. Letzterer war auch Teil der Begleitband, Henry’s Heroes. Weitere Mitwirkende dieser Band waren Tim Hinkley, Steve Simpson, Mel Collins, Neil Hubbard, John Halsey und Bassist Kuma Harada.
Am 14. Juni 2016 bestätigte seine Frau Josie, dass Henry McCullough am frühen Vormittag des Tages verstorben sei.

## Diskografie
Soloalben
- Mind Your Own Business (1975)
- All Shook Up (1982) Maxisingle
- Hell of a Record (Mai 1984)
- Cut (1987)
- Get in the Hole (1989) Liveaufnahme
- Blue Sunset (1998)
- Belfast to Boston (2001)
- Unfinished Business (2002)
- The Henry McCullough Band: FBI Live (2007)
- Poor Man’s Moon (2008)
- Shabby Road (2012)

Beteiligungen an anderen Alben
- Joe Cocker – On Air (1997) aufgenommen 1968
- Joe Cocker – Joe Cocker! (1969)
- Joe Cocker – With a Little Help from My Friends (1969)
- Andrew Lloyd Webber und Tim Rice – Jesus Christ Superstar (1970)
- Rosetta Hightower – Hightower (1970)
- Spooky Tooth – The Last Puff (1970)
- Linda McCartney – Wide Prairie (1998), Beitrag aufgenommen 1971
- Paul McCartney – Ram (1971)
- The Grease Band – The Grease Band (1971)
- Christopher Kearney – Christopher Kearney (1972)
- Jackie Flavelle – Admission Free (1972)
- Donovan – Essence to Essence (1973)
- Dave Carlsen – Pale Horse (1973)
- Wings – Red Rose Speedway (1973)
- Viola Wills – Soft Centres  (1974), wiederveröffentlicht als Without You
- Andy Fairweather Low – Spider Jiving (1974)
- Joe Cocker – I Can Stand a Little Rain (1974)
- Bobby Harrison – Funkist (1975)
- Joe Cocker – Jamaica Say You Will (1975)
- The Grease Band – Amazing Grease (1975) aufgenommen 1970–71
- The Frankie Miller Band – The Rock (1975)
- Andrew Lloyd Webber and Tim Rice – Evita (1976)
- Gerry Lockran – Rags to Gladrags (1976)
- Roy Harper – Bullinamingvase UK-Veröffentlichung, One Of Those Days in England US-Veröffentlichung (1977)
- Steve Ellis – The Last Angry Man (1978) auf Musikkassette
- Marianne Faithfull – Faithless (1978), wiederveröffentlicht als No Regrets
- Denny Laine – Japanese Tears (1980)
- Eric Burdon – Darkness Darkness (1980)
- Ronnie Lane – Live at Rock Palast (1980)
- Ronnie Lane – See Me (1980)
- Various Artists – Alive in Belfast – The Warehouse Sessions (1995)
- Roy Harper – Commercial Breaks (1994), aufgenommen 1977
- Brendan Quinn – Small Town (2001)
- Richard Gilpin – Beautiful Mistake (2002)
- Kevin Doherty – Sweet Water (2002)
- Rev. Neil Down – When a Wrong Turns Right (2003)
- Andy Fairweather Low – Wide Eyed and Legless: The A&M Recordings (2004)
- Tim Hinkley – Hinkley’s Heroes (2005)
- The Deans – The Deans (2006)
- Steve Marriott’s Allstars -Wham Bam (2007)
- Jeff Greene – Dark Nite of the Soul (2008)
- Brendan Quinn – Sinner Man (2008)
- Joe Cocker -Live at Woodstock (2009)
- Roy Harper – Songs of Love and Loss (2011)
- The Vals – Look to the One (2011)
- Paul McCartney – The Art of McCartney (2014)[23]

Beteiligungen an Singles
- Gene and The Gents – Puppet on a String / Sweet Little Sixteen (1965)
- Éire Apparent – Follow Me / Here I Go Again (1968)
- Wings – Hi, Hi, Hi / C Moon (1972)
- Wings – Mary Had a Little Lamb / Little Woman Love (1972)
- Wings – Give Ireland Back to the Irish (1972)
- Wings – Helen Wheels / Country Dreamer (1973) nur B-Seite
- Wings – Live and Let Die / I Lie Around (1973)
- Wings – My Love / The Mess (Live at The Hague) (1973)